# Gustavo Siviero
Gustavo Lionel Siviero (Laguna Paiva, Santa Fe; 13 de septiembre de 1969) es un exfutbolista y entrenador argentino. Actualmente dirige al Real Club Deportivo Mallorca "B" de Tercera Federación. 

## Carrera como jugador
Siviero comenzó a jugar profesionalmente en el Club Atlético Colón en 1988, pasando en 1991 al América de Cali de Colombia. Después de solo una temporada, regresó a su país y se unió a San Lorenzo de Almagro.
Luego jugó dos temporadas en Newell's y dos en Lanús. Integró la defensa titular del conjunto granate en la obtención de la Copa Conmebol 1996 y de un tercer puesto en el torneo local ese mismo año. En el verano de 1998, firmó con el Mallorca de España, junto a su excompañero de equipo, Ariel Ibagaza. Allí también se encontraba jugando Carlos Roa. Su equipo terminó tercero en su primer año y su debut oficial se produjo en el partido de ida de la Supercopa, en una victoria por 2-1 ante el Barcelona (2-2 resultado global).
En el año 2002, a la edad de 33 años, Siviero pasó al Albacete Balompié, también en España. Allí se reencontró con Roa, siendo ambos fundamentales para el retorno a la primera división en su primera temporada, después de una ausencia de siete años. Después de solo seis partidos en sus dos últimos años, regresó a Colón y se retiró poco tiempo después.

## Carrera internacional
En 1999, Siviero fue convocado por el director técnico de la selección argentina, Marcelo Bielsa, para un amistoso con Holanda en Ámsterdam.

## Como entrenador
Al finalizar su carrera como futbolista, comenzó a entrenar en las divisiones inferiores del RCD Mallorca. Fue asistente de Héctor Cúper cuando este entrenaba a varios equipos.
Atlético Baleares
En octubre de 2010 reemplazó al exjugador del club Goran Milojević (1992-1995) al frente del Atlético Baleares, también en Mallorca, equipo al que llevó a disputar la fase de ascenso a la Segunda División, quedándose a las puertas del mismo.
Real Murcia
En julio de 2012 se incorpora como entrenador del Real Murcia, al que dirige en la Liga Adelante 2012/13. Tuvo un buen comienzo de temporada que le llevó a estar en las posiciones delanteras, pero una mala racha de resultados al terminar la primera vuelta y comenzar la segunda dejó al equipo al borde de los puestos de descenso y provocó su destitución.
Salamanca
El 5 de agosto de 2013, fue confirmado como entrenador del Salamanca Athletic Club creado por Juan José Hidalgo tras la liquidación de la Unión Deportiva Salamanca. Sin embargo se desvinculó del equipo al carecer este de licencia federativa.
Regreso al Atlético Baleares
En enero de 2015, es contratado para salvar del descenso al Atlético Baleares, relevando a Nico López en el banquillo blanquiazul. A finales del mismo año, es cesado del club al tener el propio club "falta de confianza" con él después de encadenar 4 jornadas seguidas perdiendo. El equipo en ese momento estaba en octava posición a 2 puntos de entrar en la zona de promoción a la Liga Adelante.
Lleida Esportiu
En julio de 2016, Gustavo Siviero se convierte en el nuevo técnico del Club Lleida Esportiu. Firma por un año con opción de renovación a una segunda campaña.
Hércules CF
El 6 de julio de 2017, el Hércules CF anuncia el fichaje del entrenador argentino por una temporada con opción a otra en caso de ascenso a Segunda División. Sin embargo, fue despedido el 15 de octubre de 2017 debido a los malos resultados del equipo alicantino, a pesar de la victoria contra el Peralada por 3-2.
Enosis Neon Paralimni
El 30 de septiembre de 2019, se convirtió en entrenador del Enosis Neon Paralimni, club de la primera división de Chipre.
Intercity
El 28 de diciembre de 2020, se hizo cargo del Club de Fútbol Intercity de San Juan de Alicante, que militaba en el grupo VI de la Tercera División de España. Bajo su dirección, el conjunto alicantino ascendió a la Primera División RFEF. El 17 de abril de 2023, fue destituido a causa de los malos resultados.

## Clubes

### Como jugador
| Club                         | País      | Año       |
| ---------------------------- | --------- | --------- |
| Colón                        | Argentina | 1988-1991 |
| América de Cali              | Colombia  | 1991-1992 |
| San Lorenzo de Almagro       | Argentina | 1992-1993 |
| Newell's Old Boys            | Argentina | 1994-1996 |
| Club Atlético Lanús          | Argentina | 1996-1998 |
| Real Club Deportivo Mallorca | España    | 1998-2002 |
| Albacete Balompié            | España    | 2002-2004 |
| Club Atlético Colón          | Argentina | 2005      |

### Como entrenador
| Club                  | País   | Temporada |
| --------------------- | ------ | --------- |
| Atlético Baleares     | España | 2010-2012 |
| Real Murcia CF        | España | 2012-2013 |
| Atlético Baleares     | España | 2015      |
| Club Lleida Esportiu  | España | 2016-2017 |
| Hércules CF           | España | 2017      |
| Enosis Neon Paralimni | Chipre | 2019      |
| CF Intercity          | España | 2020-2023 |

## Palmarés

### Como jugador

#### Títulos nacionales
| Título              | Club         | País      | Año  |
| ------------------- | ------------ | --------- | ---- |
| Copa Conmebol       | CA Lanús     | Argentina | 1996 |
| Supercopa de España | RCD Mallorca | España    | 1998 |

### Como entrenador

#### Títulos nacionales
| Título                | Club                     | País   | Año     |
| --------------------- | ------------------------ | ------ | ------- |
| Segunda División RFEF | Club de Fútbol Intercity | España | 2021-22 |